# Porotaka detrita
Porotaka detrita är en spindelart som beskrevs av Forster och Wilton 1973. Porotaka detrita ingår i släktet Porotaka och familjen trattspindlar. Inga underarter finns listade i Catalogue of Life.